# CB Ciudad de Logroño
O Club Balonmano Ciudad de Logroño é um clube de handebol sediado em Logroño, Espanha. Atualmente compete na Liga ASOBAL. Em 2007, com novo patrocinador, passou a se chamar Naturhouse La Rioja.